# Cybaeus sinuosus
Cybaeus sinuosus är en spindelart som beskrevs av Fox 1937. Cybaeus sinuosus ingår i släktet Cybaeus och familjen vattenspindlar. Inga underarter finns listade i Catalogue of Life.